# Konstytucja Iranu
Konstytucja Islamskiej Republiki Iranu (pers. قانون اساسی جمهوری اسلامی ایران, Qanun-e Asasi-je Dżomhuri-je Eslami-je Iran) – akt prawny Islamskiej Republiki Iranu przyjęty 3 grudnia 1979 roku w referendum narodowym. Znowelizowana w 1989. Zastąpiła konstytucję z 1906 roku.

## Preambuła
Preambuła konstytucji Iranu jest opracowana w duchu religijnym. Zawiera odwołania do islamu, rewolucji z 1979 i postaci Ajatollaha Chomejniego.

## Podział
Oryginalnie ustawa nie zawierała typowego dla światowych konstytucji podziałów na artykuły, składała się jedynie z części: preambuła, awangarda ruchu, państwo islamskie, gniew narodu, cena, jaką poniósł naród, władza w islamie, przywództwo sprawiedliwego prawnika, ekonomia jest środkiem a nie celem, kobiety w konstytucji, armia w ideologii, sądownictwo w konstytucji, władza wykonawcza, środki masowego przekazu, reprezentacja.
W 1989 roku, w wyniku nowelizacji tekst został usystematyzowany, na kształt typowej konstytucji. Obecnie składa się ze 117 artykułów i 14 rozdziałów.

## Założenia ideologiczne
Konstytucja deklaruje państwo wyznaniowe. Według niej wszystkie przepisy mają opierać się na naukach Koranu i prawie islamskim. Uwzględnia trójpodział władzy, jednakże ponad nim stoi głowa państwa.

## Kompetencje władz

### Najwyższy przywódca
Głową państwa jest najwyższy przywódca (rahbar), posiadający szerokie prerogatywy, m.in. mianowanie kluczowych urzędników, w tym sędziów, Straży Rewolucyjnej i członków Rady nadzorującej. Najwyższy przywódca wypowiada wojnę, ogłasza powszechną mobilizację, może dymisjonować prezydenta a także jest zwierzchnikiem i głównodowodzącym sił zbrojnych. Kontroluje wymiar sprawiedliwości oraz państwowe media.
Jest wybierany przez Zgromadzenie Ekspertów; nadzoruje politykę państwa przy pomocy Rady Konsultacyjnej. Pełni też funkcję przywódcy duchowego.

### Prezydent
Szefem rządu jest prezydent, wybierany w wyborach powszechnych na 4‑letnią kadencję, reelekcja może zostać przeprowadzona tylko raz; odpowiada za wykonanie prawa i kierowanie administracją państwową. Musi być pochodzenia irańskiego, mieć irańskie obywatelstwo oraz wymagane są od niego zdolności zarządzania i zaradność a także pobożność i wiara w postanowienia republiki islamskiej.

### Parlament
Parlament Iranu, Islamskie Zgromadzenie Konsultatywne jest jednoizbowy, liczy 290 deputowanych (choć konstytucja przewiduje 270), wybierany jest na 4‑letnią kadencję; uchwala prawa, budżet i zatwierdza traktaty.

### Rada nadzorująca
Liczy 12 członków (6 duchownych mianowanych przez Przywódcę i 6 jurystów zatwierdzanych przez parlament); kontroluje zgodność ustaw z prawem szariatu i konstytucją, weryfikuje kandydatów do organów państwa.

### Zgromadzenie Ekspertów
Liczy 88 członków, odpowiedzialne za wybór i ewentualne odwołanie Najwyższego Przywódcy.

## Prawa obywatelskie
Konstytucja gwarantuje równość kobiet i mężczyzn, wymusza na rządzie przestrzeganie praw kobiet z uwzględnieniem zasad islamu. Ustawa gwarantuje też wolność słowa, zgromadzeń i religii (dla muzułmanów i zarejestrowanych mniejszości – żydów, chrześcijan, zaratusztrian).

## Przestrzeganie konstytucji
Konstytucja Iranu nie jest konsekwentnie przestrzegana, liczne raporty i analizy wskazują na naruszenia podstawowych wolności i praw człowieka. Obecne w kraju są dyskryminacja płciowa, narodowościowa, religijna.